# Altair 8800

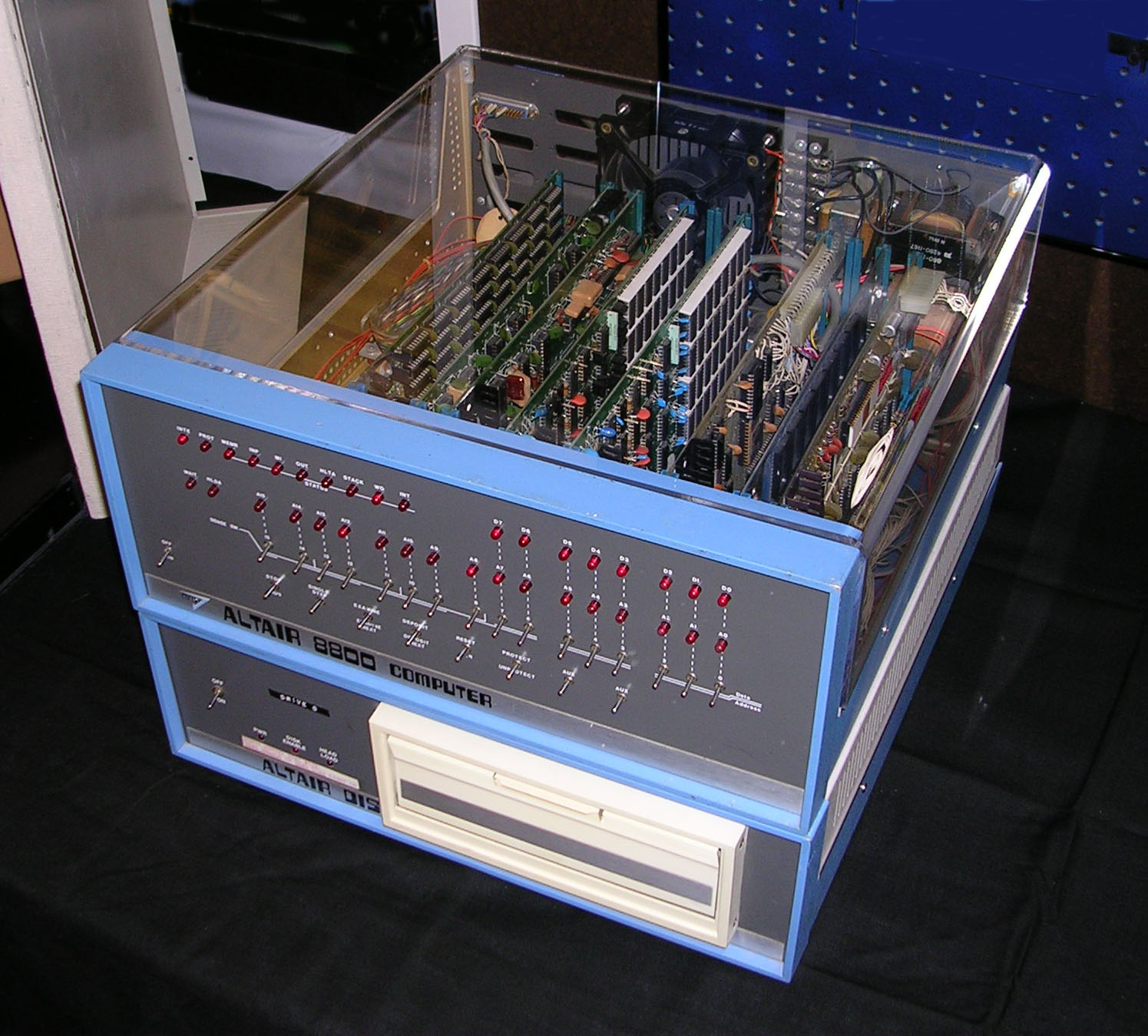
Altair 8800

Altair 8800 a fost primul computer personal, prototipul calculatorului personal de astăzi. A fost lansat pe piață în ianuarie 1975, prețul fiind de 439 USD (2190 USD în 2021) pentru un kit sau asamblat 621 USD (3097 USD în 2021). Acest calculator, produs de MITS, o companie americană, a declanșat etapa dezvoltării microcalculatoarelor și a încurajat dezvoltarea sistemului de operare CP/M și a companiei Microsoft, deși a ieșit din producție după numai doi ani. Calculatorul dispunea de un procesor Intel 8080 ce rula la 2MHz, 256 bytes de memorie (care puteau să fie crescuți la 64 kilobytes), nu avea tastatură și nici monitor, ulterior fiindu-i adăugate periferice, precum și un dispozitiv de stocare, sub forma benzii de hârtie perforată și apoi floppy.